# Club Atlético Palmira
El Club Atlético Palmira es un club de fútbol de la ciudad de Palmira, ubicada dentro del departamento de San Martín, en Mendoza, Argentina. Fue fundado el 31 de enero de 1912. Participaba del Torneo Federal B al cual llegó gracias a una invitación de parte del Consejo Federal. Tras la eliminación de dicho torneo por parte del Consejo Federal actualmente participa del torneo de Liga Mendocina, campeonato local de la provincia de Mendoza, y en 2024 cumplirá el tercer año consecutivo participando del Torneo Regional Federal Amateur por el cual se le otorgó una licencia deportiva del Consejo Federal del Fútbol Argentino.
Juega como local en el Estadio José Guillermo Castro, que posee una capacidad para albergar a 5
000 espectadores. Su clásico rival es el Atlético Club San Martín.

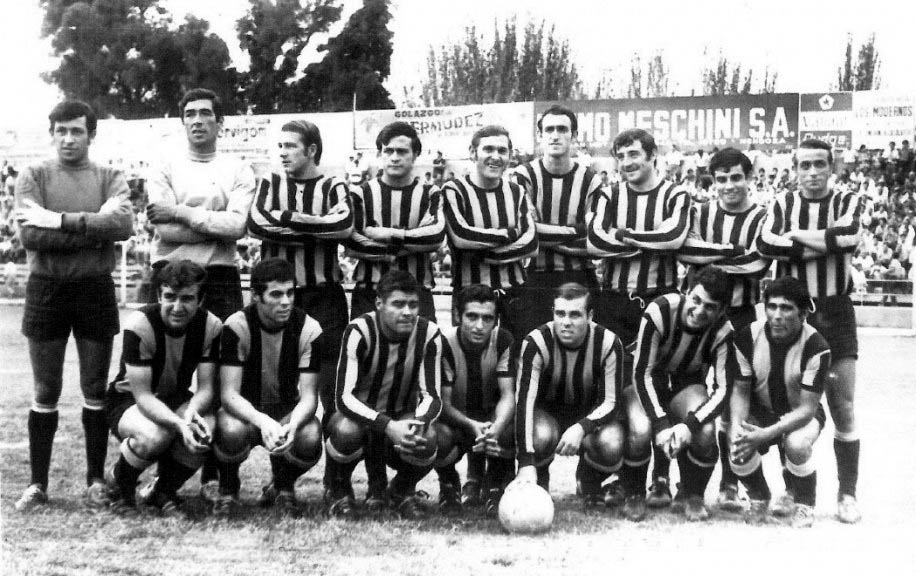
El plantel revelación del «Jarillero» que disputó la Copa Argentina 1970.

## Historia
El club surgió por medio de un grupo de trabajadores ferroviarios que pasaban su tiempo libre jugando al fútbol y que decidieron fundar un club amateur. Dicho club nació bajo el nombre de «Tracción Talleres». Su actual cancha formaba parte de un terreno aledaño a las vías del tren. Por tal motivo, al césped le era imposible crecer con normalidad ya que los mismos despedían restos que contaminaban el terreno, pero si crecía un arbusto duro y seco llamado Jarilla, de ahí el apodo Jarillero a la institución.
En 1930, con el nombre de «Pacific Athletic Club Palmira» la entidad logró su primer y hasta ahora único torneo liguero, cuando superó por un punto en la tabla de posiciones a Independiente Rivadavia. El equipo campeón formaba generalmente con  Labrador en el arco, Rojas y Torres los defensores; Rozas, Barrionuevo y Arrieta en el medio; y Cruz, Videla, Castro, Domínguez y Ramón Vila en la delantera.
En 1942, la Escoba logró obtener la personería jurídica con la que el club pasó a llamarse «Club Atlético Palmira». Entre 1940 y 1942, el aurinegro y su clásico rival San Martín se fusionaron pero la misma no prosperó ya que sólo duró dos años.
En 1970, se produjo su hito más importante a nivel nacional cuando para clasificar a la Copa Argentina 1970 eliminó a Gimnasia y Esgrima de Mendoza, y una vez en ella al Independiente de Avellaneda; siendo luego eliminado en octavos de final por Lanús.
Aquel partido cuando el sorteo nos enfrentó a Independiente de Avellaneda, uno de los cinco grandes del fútbol nacional. Y el triunfo por 3 a 1 sorprendió a no sólo a la elite del fútbol, sino también a los protagonistas. Lo que ocurría es que la diferencia física y económica –como ahora- eran abismales en aquella época, sin embargo, el equipo de Jorge Julio no se amilanó ante tanta diferencia, y como dice el viejo dicho, “en la cancha se ven los pingos” el humilde “jarillero” empezó a dejar afuera de la Copa al gran equipo de Avellaneda. La revancha, se jugó el 7 de marzo y finalizó 2 a 2 también en el estadio tombino.
Aquella competencia era disputada únicamente por los equipos de Primera División que no participarían en la Copa Libertadores (Boca-River-Estudiantes) los mejores equipos de las ligas regionales del Interior. El campeón, que en la edición de 1970 nunca llegó a coronarse, clasificaría a la Recopa Sudamericana de Clubes. Participaron en total 32 instituciones. 
El equipo fue dirigido por el Gran Jorge Julio y se había clasificado a esa competencia tras superar a Luján, Godoy Cruz y Gimnasia y Esgrima en los viejos “torneos de 4” que organizaba la ahora centenaria Liga Mendocina de Fútbol. 
Lo dicho, Palmira debutó en la Primera Ronda ante Independiente de Avellaneda y pudo eliminarlo tras un global de 5-3. Venció 3-1 en el encuentro de ida con tantos de Salguero, León y Curia (descuento de Vicente de la Mata (h)) e igualó 2-2 en la vuelta (Roldán y Schanz anotaron para Palmira y Tarabini y Pavoni para el Rojo). 
Luego, el rival fue Lanús y a pesar de que ganamos la ida 2-1 en cancha de Godoy Cruz (con los goles de Zuvialde y Palazzo), el Granate consiguió el mismo resultado en la vuelta con dos tantos de Ramón Cabrero y se impuso 4-3 en los penales. Pero eso fue otra historia.
ATLÉTICO PALMIRA (3): Camargo; Traverso (Rico), Allende, Zuvialde, Dubrowszczyk; Roldán, León, Schanz; Bricco (Curia), Palazzo y Salguero. DT: Jorge Julio. 
INDEPENDIENTE (1): Trucchia; Mírcoli, Monges, Figueroa, Pavoni; Raimondo, Tardivo, Cirrincione (Bernao); Maglioni, R.Adorno (De la Mata) y Tarabini. DT: Manuel Giúdice. 
Goles: Selguero, León y Curia (CAP) y Tarabini y Pavoni (CAI)
Árbitro: Antonio Mateo
Estadio: “Feliciano Gambarte” (Godoy Cruz A.T.)
La revancha: 7 de marzo de 1970
ATLÉTICO PALMIRA (2): Camargo, Rivas, Allende, Zuvialde, Dubrowszczky, Brico, León, Schanz, Palazzo (Ortega), Roldán (Curia) y Salguero. DT: Jorge Julio
INDEPENDIENTE (2): Medina, Mírcoli, Figueroa, Pavoni, De la Mata (h), Raimondo, Adordo, Bernao, Maglioni (Cirrincioni) y Tarabini. DT: Manuel Giúdice
Goles: PT 30 min Roldán (CAP), 31 min Tarabini (CAI-penal); ST: 23 min Schanz (CAP), 43 min Pavoni (CAI).
Árbitro: Guillermo Nimo
Estadio: “Feliciano Gambarte” (Godoy Cruz A.T.)

## Jugadores

### Plantel 2022
- Actualizado el 1 de abril de 2022

## Palmarés

### Torneos regionales
- Liga Mendocina de Fútbol (3): Anual 1930, Clausura 2001, Apertura 2003.[3]
- Subcampeón de la Liga Mendocina de Fútbol (3): 1926, 1928, 2002, 2018.[3]
- Segunda División de LMF (5): 1944, 1957, 1965, 1979, 1994-Transición.